# Micropsychanalyse
 (juin 2020).
La micropsychanalyse est un modèle théorique et une pratique créés par le psychiatre suisse Silvio Fanti, en 1953.

## Présentation
La « micropsychanalyse » est créée en 1973 par Silvio Fanti, qui crée la « Société internationale de micropsychanalyse » pour développer son concept et publie en 1981 un ouvrage dédié, L’homme en micropsychanalyse : continuer Freud. Fanti a développé un modèle théorique, l'« organisation énergétique du vide ». Il expose son dispositif en 1970 dans l’introduction de Contre le mariage.

## Dispositif
Il s'agit d'« une analyse menée selon les critères suivants : a) les séances durent plusieurs heures ; b) elles ont lieu au moins cinq fois par semaine ; c) la moyenne hebdomadaire de travail ne doit pas être inférieure à quinze heures ». le patient est sur un divan et le thérapeute sur un fauteuil. La méthode procède par associations libres.[réf. nécessaire]

### Durée des séances
Les séances sont « non-stop de plusieurs heures, en moyenne trois ou quatre, ayant lieu tous les jours ou au moins cinq fois par semaine ».
Ces « longues séances » ont pour objectif de « réguler et potentialiser la dynamique associative » et de permettre que « la pensée rationnelle et logique, c’est-à-dire le mental », cède plus facilement la place au psychique, en particulier au préconscient où se déroule la pensée par associations libres.

### Rencontres conviviales hors séances
Les patients sont invités à partager des « moments de convivialité », « sans interférer dans leur vie » et « pour autant que cela n’interfère pas négativement avec le travail en cours ». Ces rencontres s’inscrivent dans le cadre des « longues séances » mais ne sont pas envisagées pour les psychothérapies micropsychanalytiques. Leur but serait de « donner des points d’appui concrets au transfert » et « d’en faciliter l’analyse ».